# Daft Punk/Auszeichnungen für Musikverkäufe

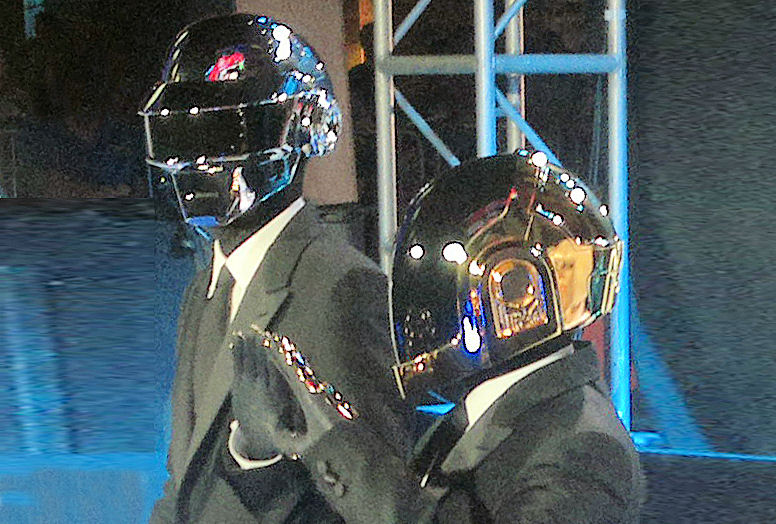
Daft Punk (2010)

Dies ist eine Übersicht über die Auszeichnungen für Musikverkäufe der französischen Popformation Daft Punk. Die Auszeichnungen finden sich nach ihrer Art (Gold, Platin usw.), nach Staaten getrennt in chronologischer Reihenfolge, geordnet sowie nach den Tonträgern selbst, ebenfalls in chronologischer Reihenfolge, getrennt nach Medium (Alben, Singles usw.), wieder.

## Auszeichnungen
| - Frankreich - 1997: für die Single Around the World - 1997: für die Single Da Funk - Vereinigtes Königreich - 2014: für das Album Alive 2007 - 2018: für die Autorenbeteiligung Touch It (Busta Rhymes) - 2020: für die Single Lose Yourself to Dance - 2021: für die Single Da Funk - 2023: für die Single Digital Love - 2023: für die Single Instant Crush - Australien - 1997: für die Single Around the World - 2001: für die Single One More Time - 2001: für das Album Discovery - 2008: für das Album Alive 2007 - 2011: für das Album Tron: Legacy - Belgien - 2000: für die Single One More Time - Brasilien - 2024: für die Autorenbeteiligung und Produktion Black Skinhead (Kanye West) - Dänemark - 2001: für die Single One More Time - 2013: für das Streaming Stronger (Kanye West) - 2023: für die Single Around the World - 2023: für die Single Lose Yourself to Dance - 2024: für die Single Instant Crush - Deutschland - 2001: für das Album Discovery - 2001: für die Single One More Time - Finnland - 2013: für das Album Random Access Memories - 2013: für die Single Get Lucky - Frankreich - 2000: für die Single One More Time - 2010: für das Album Tron: Legacy - 2014: für die Single Instant Crush - Italien - 2014: für die Single Lose Yourself to Dance - 2017: für die Single Instant Crush - 2015: für die Autorenbeteiligung und Produktion Black Skinhead (Kanye West) - 2019: für die Single Around the World - 2022: für das Album Discovery - Japan - 2015: für das Album Random Access Memories - Kanada - 2001: für das Album Discovery - 2023: für die Single Doin’ It Right - Mexiko - 2014: für die Single Lose Yourself to Dance - 2017: für die Single I Feel It Coming - Neuseeland - 2006: für die Autorenbeteiligung Touch It (Busta Rhymes) - 2021: für die Single Lose Yourself to Dance - 2022: für die Single Instant Crush - Niederlande - 2001: für das Album Homework (Virgin Benelux) - 2003: für das Album Homework (EMI Music Holland) - Polen - 2023: für die Single One More Time - Portugal - 2022: für die Single One More Time - Schweiz - 2001: für das Album Discovery - 2001: für die Single One More Time - Spanien - 2013: für das Album Random Access Memories - Vereinigte Staaten - 2001: für das Album Homework - 2006: für den Ringtone Touch It (Busta Rhymes) - 2010: für das Album Discovery - 2011: für das Album Tron: Legacy - 2023: für die Single Derezzed - 2023: für die Single Doin’ It Right - Vereinigtes Königreich - 2013: für das Album Tron: Legacy - 2013: für das Album Musique Vol. 1 1993–2005 - 2024: für das Album Human After All - Frankreich - 2005: für das Album Human After All | - Belgien - 2007: für das Album Homework - 2008: für das Album Discovery - 2009: für das Album Alive 2007 - 2014: für das Album Random Access Memories - 2017: für die Single I Feel It Coming - Dänemark - 2013: für die Single Get Lucky - 2014: für das Streaming Black Skinhead (Kanye West) - 2018: für das Album Discovery - Deutschland - 2022: für die Single I Feel It Coming - Frankreich - 1999: für das Album Homework - Irland - 2013: für das Album Random Access Memories - Italien - 2024: für die Single One More Time - Japan - 2002: für das Album Discovery - Kanada - 2023: für die Single Instant Crush - 2023: für die Single Lose Yourself to Dance - Mexiko - 2016: für die Single Instant Crush - Neuseeland - 1998: für das Album Homework - 2021: für die Single Around the World - Norwegen - 2017: für die Single I Feel It Coming - Österreich - 2013: für die Single Get Lucky - Portugal - 2013: für das Album Random Access Memories - Schweden - 2013: für das Album Random Access Memories - Schweiz - 2013: für das Album Random Access Memories - Spanien - 2013: für das Streaming Get Lucky - 2024: für die Single One More Time - 2024: für die Autorenbeteiligung Stronger (Kanye West) - 2024: für die Single Instant Crush - Vereinigte Staaten - 2007: für den Ringtone Stronger (Kanye West) - 2023: für die Single Instant Crush - 2023: für die Single Lose Yourself to Dance - Vereinigtes Königreich - 2013: für das Album Homework - 2022: für die Single Around the World - 2024: für die Single Harder, Better, Faster, Stronger - Deutschland - 2023: für das Album Random Access Memories - Mexiko - 2017: für die Single Starboy - Australien - 2014: für das Album Random Access Memories - Belgien - 2014: für die Single Get Lucky - 2017: für die Single Starboy - Brasilien - 2024: für die Autorenbeteiligung Stronger (Kanye West) - Dänemark - 2022: für die Autorenbeteiligung Stronger (Kanye West) - 2024: für das Album Random Access Memories - Deutschland - 2025: für die Single Starboy - Europa - 2014: für das Album Discovery - Frankreich - 2009: für das Album Alive 2007 - Italien - 2019: für die Autorenbeteiligung Stronger (Kanye West) - Kanada - 2000: für das Album Homework - Neuseeland - 2023: für die Single One More Time - Norwegen - 2013: für die Single Get Lucky - Österreich - 2023: für das Album Random Access Memories - Polen - 2014: für das Album Random Access Memories - Portugal - 2021: für die Single Get Lucky - Schweden - 2013: für die Single Get Lucky - Spanien - 2023: für die Single I Feel It Coming - Vereinigte Staaten - 2020: für die Autorenbeteiligung und Produktion Black Skinhead (Kanye West) - 2022: für die Autorenbeteiligung und Produktion Black Skinhead (Kanye West) - 2023: für das Album Random Access Memories - Vereinigtes Königreich - 2015: für das Album Discovery - 2021: für die Single I Feel It Coming - 2024: für die Single One More Time - 2024: für das Album Random Access Memories | - Deutschland - 2015: für die Single Get Lucky - 2023: für die Autorenbeteiligung Stronger (Kanye West) - Dänemark - 2022: für die Single I Feel It Coming - Frankreich - 2004: für das Videoalbum Interstella 5555 - 2007: für das Album Discovery - Italien - 2019: für die Single I Feel It Coming - 2025: für das Album Random Access Memories - Kanada - 2023: für das Album Random Access Memories - Neuseeland - 2025: für das Album Random Access Memories - Norwegen - 2017: für die Single Starboy - Polen - 2021: für die Single I Feel It Coming - Portugal - 2021: für die Single I Feel It Coming - Schweden - 2017: für die Single I Feel It Coming - Schweiz - 2014: für die Single Get Lucky - Spanien - 2024: für die Single Get Lucky - 2024: für die Single Starboy - Dänemark - 2014: für das Streaming Get Lucky - 2024: für die Single Starboy - Italien - 2024: für die Single Starboy - Schweden - 2017: für die Single Starboy - Vereinigtes Königreich - 2025: für die Autorenbeteiligung Stronger (Kanye West) - Mexiko - 2020: für das Album Random Access Memories - Finnland - 2020: für die Single Starboy - Griechenland - 2025: für die Single Starboy - Italien - 2014: für die Single Get Lucky - Kanada - 2019: für die Single I Feel It Coming - Neuseeland - 2024: für die Single I Feel It Coming - 2024: für die Single Get Lucky - 2025: für die Autorenbeteiligung Stronger (Kanye West) - Vereinigtes Königreich - 2024: für die Single Starboy - 2025: für die Single Get Lucky - Australien - 2014: für die Single Get Lucky - Neuseeland - 2023: für die Single Starboy - Portugal - 2024: für die Single Starboy - Australien - 2020: für die Autorenbeteiligung Stronger (Kanye West) - 2024: für die Single I Feel It Coming - Vereinigte Staaten - 2023: für die Single Get Lucky - 2024: für die Single I Feel It Coming - Vereinigte Staaten - 2024: für die Autorenbeteiligung Stronger (Kanye West) - Australien - 2024: für die Single Starboy - Vereinigte Staaten - 2024: für die Single Starboy - Frankreich - 2013: für die Single Get Lucky - 2017: für die Single Starboy - 2017: für die Single I Feel It Coming - Kanada - 2019: für die Single Starboy - 2023: für die Single Get Lucky - Polen - 2021: für die Single Starboy - Brasilien - 2024: für die Single I Feel It Coming - Frankreich - 2021: für das Album Random Access Memories - Mexiko - 2024: für die Single Get Lucky - Brasilien - 2024: für die Single Starboy |

## Auszeichnungen nach Alben

### Homework
| Land/Region                  | Auszeichnungen für Musikverkäufe (Land/Region, Auszeichnung, Verkäufe) | Verkäufe  |
| ---------------------------- | ---------------------------------------------------------------------- | --------- |
| Belgien (BRMA)               | Platin                                                                 | 50.000    |
| Frankreich (SNEP)            | Platin                                                                 | 300.000   |
| Kanada (MC)                  | 2× Platin                                                              | 200.000   |
| Neuseeland (RMNZ)            | Platin                                                                 | 15.000    |
| Niederlande (NVPI)           | Gold (Virgin Benelux) · + Gold (EMI Music Holland)                     | 40.000    |
| Vereinigte Staaten (RIAA)    | Gold                                                                   | 500.000   |
| Vereinigtes Königreich (BPI) | Platin                                                                 | 381.000   |
| Insgesamt                    | 3× Gold · 6× Platin ·                                                  | 1.526.000 |

### Discovery
| Land/Region                  | Auszeichnungen für Musikverkäufe (Land/Region, Auszeichnung, Verkäufe) | Verkäufe  |
| ---------------------------- | ---------------------------------------------------------------------- | --------- |
| Australien (ARIA)            | Gold                                                                   | 35.000    |
| Belgien (BRMA)               | Platin                                                                 | (50.000)  |
| Dänemark (IFPI)              | Platin                                                                 | (20.000)  |
| Deutschland (BVMI)           | Gold                                                                   | (150.000) |
| Europa (IFPI)                | 2× Platin                                                              | 2.000.000 |
| Frankreich (SNEP)            | 3× Platin                                                              | (600.000) |
| Italien (FIMI)               | Gold                                                                   | (25.000)  |
| Japan (RIAJ)                 | Platin                                                                 | 200.000   |
| Kanada (MC)                  | Gold                                                                   | 50.000    |
| Schweiz (IFPI)               | Gold                                                                   | (20.000)  |
| Vereinigte Staaten (RIAA)    | Gold                                                                   | 805.000   |
| Vereinigtes Königreich (BPI) | 2× Platin                                                              | (657.500) |
| Insgesamt                    | 6× Gold · 10× Platin ·                                                 | 3.090.000 |

### Human After All
| Land/Region                  | Auszeichnungen für Musikverkäufe (Land/Region, Auszeichnung, Verkäufe) | Verkäufe |
| ---------------------------- | ---------------------------------------------------------------------- | -------- |
| Frankreich (SNEP)            | 2× Gold                                                                | 200.000  |
| Vereinigtes Königreich (BPI) | Gold                                                                   | 100.000  |
| Insgesamt                    | 3× Gold ·                                                              | 300.000  |

### Musique Vol. 1 1993–2005
| Land/Region                  | Auszeichnungen für Musikverkäufe (Land/Region, Auszeichnung, Verkäufe) | Verkäufe |
| ---------------------------- | ---------------------------------------------------------------------- | -------- |
| Vereinigtes Königreich (BPI) | Gold                                                                   | 100.000  |
| Insgesamt                    | 1× Gold ·                                                              | 100.000  |

### Alive 2007
| Land/Region                  | Auszeichnungen für Musikverkäufe (Land/Region, Auszeichnung, Verkäufe) | Verkäufe |
| ---------------------------- | ---------------------------------------------------------------------- | -------- |
| Australien (ARIA)            | Gold                                                                   | 35.000   |
| Belgien (BRMA)               | Platin                                                                 | 30.000   |
| Frankreich (SNEP)            | 2× Platin                                                              | 200.000  |
| Vereinigtes Königreich (BPI) | Silber                                                                 | 60.000   |
| Insgesamt                    | 1× Silber · 1× Gold · 3× Platin ·                                      | 325.000  |

### Tron: Legacy
| Land/Region                  | Auszeichnungen für Musikverkäufe (Land/Region, Auszeichnung, Verkäufe) | Verkäufe |
| ---------------------------- | ---------------------------------------------------------------------- | -------- |
| Australien (ARIA)            | Gold                                                                   | 35.000   |
| Frankreich (SNEP)            | Gold                                                                   | 50.000   |
| Vereinigte Staaten (RIAA)    | Gold                                                                   | 593.398  |
| Vereinigtes Königreich (BPI) | Gold                                                                   | 100.000  |
| Insgesamt                    | 4× Gold ·                                                              | 778.398  |

### Random Access Memories
| Land/Region                  | Auszeichnungen für Musikverkäufe (Land/Region, Auszeichnung, Verkäufe) | Verkäufe  |
| ---------------------------- | ---------------------------------------------------------------------- | --------- |
| Australien (ARIA)            | 2× Platin                                                              | 140.000   |
| Belgien (BRMA)               | Platin                                                                 | 30.000    |
| Dänemark (IFPI)              | 2× Platin                                                              | 40.000    |
| Deutschland (BVMI)           | 3× Gold                                                                | 300.000   |
| Finnland (IFPI)              | Gold                                                                   | 17.178    |
| Frankreich (SNEP)            | 2× Diamant                                                             | 1.000.000 |
| Irland (IRMA)                | Platin                                                                 | 15.000    |
| Italien (FIMI)               | 3× Platin                                                              | 150.000   |
| Japan (RIAJ)                 | Gold                                                                   | 100.000   |
| Kanada (MC)                  | 3× Platin                                                              | 240.000   |
| Mexiko (AMPROFON)            | 9× Gold                                                                | 270.000   |
| Neuseeland (RMNZ)            | 3× Platin                                                              | 45.000    |
| Österreich (IFPI)            | 2× Platin                                                              | 30.000    |
| Polen (ZPAV)                 | 2× Platin                                                              | 20.000    |
| Portugal (AFP)               | Platin                                                                 | 15.000    |
| Schweden (IFPI)              | Platin                                                                 | 40.000    |
| Schweiz (IFPI)               | Platin                                                                 | 20.000    |
| Spanien (Promusicae)         | Gold                                                                   | 20.000    |
| Südkorea (KMCA)              | —                                                                      | 15.225    |
| Vereinigte Staaten (RIAA)    | 2× Platin                                                              | 2.000.000 |
| Vereinigtes Königreich (BPI) | 2× Platin                                                              | 600.000   |
| Insgesamt                    | 5× Gold · 31× Platin · 2× Diamant ·                                    | 5.107.403 |

## Auszeichnungen nach Singles

### Da Funk
| Land/Region                  | Auszeichnungen für Musikverkäufe (Land/Region, Auszeichnung, Verkäufe) | Verkäufe |
| ---------------------------- | ---------------------------------------------------------------------- | -------- |
| Frankreich (SNEP)            | Silber                                                                 | 125.000  |
| Vereinigtes Königreich (BPI) | Silber                                                                 | 200.000  |
| Insgesamt                    | 2× Silber ·                                                            | 325.000  |

### Around the World
| Land/Region                  | Auszeichnungen für Musikverkäufe (Land/Region, Auszeichnung, Verkäufe) | Verkäufe |
| ---------------------------- | ---------------------------------------------------------------------- | -------- |
| Australien (ARIA)            | Gold                                                                   | 35.000   |
| Dänemark (IFPI)              | Gold                                                                   | 45.000   |
| Frankreich (SNEP)            | Silber                                                                 | 125.000  |
| Italien (FIMI)               | Gold                                                                   | 25.000   |
| Neuseeland (RMNZ)            | Platin                                                                 | 30.000   |
| Vereinigtes Königreich (BPI) | Platin                                                                 | 600.000  |
| Insgesamt                    | 1× Silber · 3× Gold · 2× Platin ·                                      | 860.000  |

### One More Time
| Land/Region                  | Auszeichnungen für Musikverkäufe (Land/Region, Auszeichnung, Verkäufe) | Verkäufe  |
| ---------------------------- | ---------------------------------------------------------------------- | --------- |
| Australien (ARIA)            | Gold                                                                   | 35.000    |
| Belgien (BRMA)               | Gold                                                                   | 25.000    |
| Dänemark (IFPI)              | Gold                                                                   | 10.000    |
| Deutschland (BVMI)           | Gold                                                                   | 250.000   |
| Frankreich (SNEP)            | Gold                                                                   | 250.000   |
| Italien (FIMI)               | Platin                                                                 | 100.000   |
| Neuseeland (RMNZ)            | 2× Platin                                                              | 60.000    |
| Polen (ZPAV)                 | Gold                                                                   | 25.000    |
| Portugal (AFP)               | Gold                                                                   | 5.000     |
| Schweiz (IFPI)               | Gold                                                                   | 25.000    |
| Spanien (Promusicae)         | Platin                                                                 | 60.000    |
| Vereinigtes Königreich (BPI) | 2× Platin                                                              | 1.200.000 |
| Insgesamt                    | 8× Gold · 6× Platin ·                                                  | 2.045.000 |

### Digital Love
| Land/Region                  | Auszeichnungen für Musikverkäufe (Land/Region, Auszeichnung, Verkäufe) | Verkäufe |
| ---------------------------- | ---------------------------------------------------------------------- | -------- |
| Vereinigtes Königreich (BPI) | Silber                                                                 | 200.000  |
| Insgesamt                    | 1× Silber ·                                                            | 200.000  |

### Harder, Better, Faster, Stronger
| Land/Region                  | Auszeichnungen für Musikverkäufe (Land/Region, Auszeichnung, Verkäufe) | Verkäufe |
| ---------------------------- | ---------------------------------------------------------------------- | -------- |
| Vereinigtes Königreich (BPI) | Platin                                                                 | 600.000  |
| Insgesamt                    | 1× Platin ·                                                            | 600.000  |

### Derezzed
| Land/Region               | Auszeichnungen für Musikverkäufe (Land/Region, Auszeichnung, Verkäufe) | Verkäufe |
| ------------------------- | ---------------------------------------------------------------------- | -------- |
| Vereinigte Staaten (RIAA) | Gold                                                                   | 500.000  |
| Insgesamt                 | 1× Gold ·                                                              | 500.000  |

### Get Lucky
| Land/Region                  | Auszeichnungen für Musikverkäufe (Land/Region, Auszeichnung, Verkäufe) | Verkäufe   |
| ---------------------------- | ---------------------------------------------------------------------- | ---------- |
| Australien (ARIA)            | 6× Platin                                                              | 420.000    |
| Belgien (BRMA)               | 2× Platin                                                              | 60.000     |
| Dänemark (IFPI)              | Platin                                                                 | 30.000     |
| Deutschland (BVMI)           | 5× Gold                                                                | 750.000    |
| Finnland (IFPI)              | Gold                                                                   | 53.429     |
| Frankreich (SNEP)            | Diamant                                                                | 423.700    |
| Italien (FIMI)               | 5× Platin                                                              | 150.000    |
| Kanada (MC)                  | Diamant                                                                | 800.000    |
| Mexiko (AMPROFON)            | 3× Diamant                                                             | 900.000    |
| Neuseeland (RMNZ)            | 5× Platin                                                              | 150.000    |
| Norwegen (IFPI)              | 2× Platin                                                              | 20.000     |
| Österreich (IFPI)            | Platin                                                                 | 30.000     |
| Portugal (AFP)               | 2× Platin                                                              | 20.000     |
| Schweden (IFPI)              | 2× Platin                                                              | 80.000     |
| Schweiz (IFPI)               | 3× Platin                                                              | 90.000     |
| Spanien (Promusicae)         | 3× Platin                                                              | 180.000    |
| Vereinigte Staaten (RIAA)    | 8× Platin                                                              | 8.000.000  |
| Vereinigtes Königreich (BPI) | 5× Platin                                                              | 3.000.000  |
| Insgesamt                    | 2× Gold · 47× Platin · 5× Diamant ·                                    | 15.157.129 |

### Lose Yourself to Dance
| Land/Region                  | Auszeichnungen für Musikverkäufe (Land/Region, Auszeichnung, Verkäufe) | Verkäufe  |
| ---------------------------- | ---------------------------------------------------------------------- | --------- |
| Dänemark (IFPI)              | Gold                                                                   | 45.000    |
| Italien (FIMI)               | Gold                                                                   | 15.000    |
| Kanada (MC)                  | Platin                                                                 | 80.000    |
| Mexiko (AMPROFON)            | Gold                                                                   | 30.000    |
| Neuseeland (RMNZ)            | Gold                                                                   | 15.000    |
| Vereinigte Staaten (RIAA)    | Platin                                                                 | 1.000.000 |
| Vereinigtes Königreich (BPI) | Silber                                                                 | 200.000   |
| Insgesamt                    | 1× Silber · 4× Gold · 2× Platin ·                                      | 1.385.000 |

### Instant Crush
| Land/Region                  | Auszeichnungen für Musikverkäufe (Land/Region, Auszeichnung, Verkäufe) | Verkäufe  |
| ---------------------------- | ---------------------------------------------------------------------- | --------- |
| Dänemark (IFPI)              | Gold                                                                   | 45.000    |
| Frankreich (SNEP)            | Gold                                                                   | 81.800    |
| Italien (FIMI)               | Gold                                                                   | 25.000    |
| Kanada (MC)                  | Platin                                                                 | 80.000    |
| Mexiko (AMPROFON)            | Platin                                                                 | 60.000    |
| Neuseeland (RMNZ)            | Gold                                                                   | 15.000    |
| Spanien (Promusicae)         | Platin                                                                 | 60.000    |
| Vereinigte Staaten (RIAA)    | Platin                                                                 | 1.000.000 |
| Vereinigtes Königreich (BPI) | Silber                                                                 | 200.000   |
| Insgesamt                    | 1× Silber · 4× Gold · 4× Platin ·                                      | 1.566.800 |

### Doin’ It Right
| Land/Region               | Auszeichnungen für Musikverkäufe (Land/Region, Auszeichnung, Verkäufe) | Verkäufe |
| ------------------------- | ---------------------------------------------------------------------- | -------- |
| Kanada (MC)               | Gold                                                                   | 40.000   |
| Vereinigte Staaten (RIAA) | Gold                                                                   | 500.000  |
| Insgesamt                 | 2× Gold ·                                                              | 540.000  |

### Starboy
| Land/Region                  | Auszeichnungen für Musikverkäufe (Land/Region, Auszeichnung, Verkäufe) | Verkäufe   |
| ---------------------------- | ---------------------------------------------------------------------- | ---------- |
| Australien (ARIA)            | 15× Platin                                                             | 1.050.000  |
| Belgien (BRMA)               | 2× Platin                                                              | 60.000     |
| Brasilien (PMB)              | 4× Diamant                                                             | 1.000.000  |
| Dänemark (IFPI)              | 4× Platin                                                              | 360.000    |
| Deutschland (BVMI)           | 2× Platin                                                              | 1.200.000  |
| Finnland (IFPI)              | 5× Platin                                                              | 200.000    |
| Frankreich (SNEP)            | Diamant                                                                | 233.333    |
| Griechenland (IFPI)          | Diamant                                                                | 100.000    |
| Italien (FIMI)               | 4× Platin                                                              | 400.000    |
| Kanada (MC)                  | Diamant                                                                | 800.000    |
| Mexiko (AMPROFON)            | 3× Gold                                                                | 90.000     |
| Neuseeland (RMNZ)            | 7× Platin                                                              | 210.000    |
| Norwegen (IFPI)              | 3× Platin                                                              | 120.000    |
| Polen (ZPAV)                 | Diamant                                                                | 250.000    |
| Portugal (AFP)               | 7× Platin                                                              | 70.000     |
| Schweden (IFPI)              | 4× Platin                                                              | 160.000    |
| Spanien (Promusicae)         | 3× Platin                                                              | 180.000    |
| Vereinigte Staaten (RIAA)    | 15× Platin                                                             | 15.000.000 |
| Vereinigtes Königreich (BPI) | 5× Platin                                                              | 3.100.000  |
| Insgesamt                    | 1× Gold · 67× Platin · 9× Diamant ·                                    | 24.583.333 |

### I Feel It Coming
| Land/Region                  | Auszeichnungen für Musikverkäufe (Land/Region, Auszeichnung, Verkäufe) | Verkäufe   |
| ---------------------------- | ---------------------------------------------------------------------- | ---------- |
| Australien (ARIA)            | 8× Platin                                                              | 560.000    |
| Belgien (BRMA)               | Platin                                                                 | 30.000     |
| Brasilien (PMB)              | 2× Diamant                                                             | 500.000    |
| Dänemark (IFPI)              | 3× Platin                                                              | 270.000    |
| Deutschland (BVMI)           | Platin                                                                 | 400.000    |
| Frankreich (SNEP)            | Diamant                                                                | 233.333    |
| Italien (FIMI)               | 3× Platin                                                              | 150.000    |
| Kanada (MC)                  | 5× Platin                                                              | 400.000    |
| Mexiko (AMPROFON)            | Gold                                                                   | 30.000     |
| Neuseeland (RMNZ)            | 5× Platin                                                              | 150.000    |
| Norwegen (IFPI)              | Platin                                                                 | 40.000     |
| Polen (ZPAV)                 | 3× Platin                                                              | 150.000    |
| Portugal (AFP)               | 3× Platin                                                              | 30.000     |
| Schweden (IFPI)              | 3× Platin                                                              | 120.000    |
| Spanien (Promusicae)         | 2× Platin                                                              | 120.000    |
| Vereinigte Staaten (RIAA)    | 8× Platin                                                              | 8.000.000  |
| Vereinigtes Königreich (BPI) | 2× Platin                                                              | 1.200.000  |
| Insgesamt                    | 48× Platin · 3× Diamant ·                                              | 12.383.333 |

## Auszeichnungen nach Autorenbeteiligungen und Produktionen

### Touch It (Busta Rhymes)
| Land/Region                  | Auszeichnungen für Musikverkäufe (Land/Region, Auszeichnung, Verkäufe) | Verkäufe |
| ---------------------------- | ---------------------------------------------------------------------- | -------- |
| Neuseeland (RMNZ)            | Gold                                                                   | 5.000    |
| Vereinigte Staaten (RIAA)    | Gold                                                                   | 500.000  |
| Vereinigtes Königreich (BPI) | Silber                                                                 | 200.000  |
| Insgesamt                    | 1× Silber · 2× Gold ·                                                  | 705.000  |

### Stronger(Kanye West)
| Land/Region                  | Auszeichnungen für Musikverkäufe (Land/Region, Auszeichnung, Verkäufe) | Verkäufe   |
| ---------------------------- | ---------------------------------------------------------------------- | ---------- |
| Australien (ARIA)            | 8× Platin                                                              | 560.000    |
| Brasilien (PMB)              | 2× Platin                                                              | 120.000    |
| Dänemark (IFPI)              | 2× Platin                                                              | 180.000    |
| Deutschland (BVMI)           | 5× Gold                                                                | 750.000    |
| Italien (FIMI)               | 2× Platin                                                              | 100.000    |
| Kanada (MC)                  | —                                                                      | 152.000    |
| Neuseeland (RMNZ)            | 5× Platin                                                              | 150.000    |
| Spanien (Promusicae)         | Platin                                                                 | 60.000     |
| Vereinigte Staaten (RIAA)    | Diamant + Platin · + Platin (Mastertone)                               | 12.000.000 |
| Vereinigtes Königreich (BPI) | 4× Platin                                                              | 2.400.000  |
| Insgesamt                    | 1× Gold · 28× Platin · 1× Diamant ·                                    | 16.472.000 |

### Black Skinhead (Kanye West)
| Land/Region                  | Auszeichnungen für Musikverkäufe (Land/Region, Auszeichnung, Verkäufe) | Verkäufe  |
| ---------------------------- | ---------------------------------------------------------------------- | --------- |
| Brasilien (PMB)              | Gold                                                                   | 30.000    |
| Italien (FIMI)               | Gold                                                                   | 25.000    |
| Vereinigte Staaten (RIAA)    | 3× Platin                                                              | 3.000.000 |
| Vereinigtes Königreich (BPI) | Platin                                                                 | 600.000   |
| Insgesamt                    | 2× Gold · 4× Platin ·                                                  | 3.655.000 |

## Auszeichnungen nach Musikstreamings

### Get Lucky
| Land/Region          | Auszeichnungen für Musikverkäufe (Land/Region, Auszeichnung, Verkäufe) | Verkäufe   |
| -------------------- | ---------------------------------------------------------------------- | ---------- |
| Dänemark (IFPI)      | 4× Platin                                                              | 7.200.000  |
| Spanien (Promusicae) | Platin                                                                 | 8.000.000  |
| Insgesamt            | 5× Platin ·                                                            | 15.200.000 |

### Stronger(Kanye West)
| Land/Region     | Auszeichnungen für Musikverkäufe (Land/Region, Auszeichnung, Verkäufe) | Verkäufe |
| --------------- | ---------------------------------------------------------------------- | -------- |
| Dänemark (IFPI) | Gold                                                                   | 900.000  |
| Insgesamt       | 1× Gold ·                                                              | 900.000  |

### Black Skinhead (Kanye West)
| Land/Region     | Auszeichnungen für Musikverkäufe (Land/Region, Auszeichnung, Verkäufe) | Verkäufe  |
| --------------- | ---------------------------------------------------------------------- | --------- |
| Dänemark (IFPI) | Platin                                                                 | 1.800.000 |
| Insgesamt       | 1× Platin ·                                                            | 1.800.000 |

## Auszeichnungen nach Videoalben

### Interstella 5555
| Land/Region       | Auszeichnungen für Musikverkäufe (Land/Region, Auszeichnung, Verkäufe) | Verkäufe |
| ----------------- | ---------------------------------------------------------------------- | -------- |
| Frankreich (SNEP) | 3× Platin                                                              | 60.000   |
| Insgesamt         | 3× Platin ·                                                            | 60.000   |

## Statistik und Quellen
| Land/RegionAuszeichnungen für Musikverkäufe (Land/Region, Auszeichnungen, Verkäufe, Quellen) | Silber     | Gold       | Platin         | Diamant       | Verkäufe    | Quellen                     |
| -------------------------------------------------------------------------------------------- | ---------- | ---------- | -------------- | ------------- | ----------- | --------------------------- |
| Australien (ARIA)                                                                            | —          | 5× Gold5   | 39× Platin39   | —             | 2.905.000   | aria.com.au                 |
| Belgien (BRMA)                                                                               | —          | Gold1      | 9× Platin9     | —             | 335.000     | ultratop.be                 |
| Brasilien (PMB)                                                                              | —          | Gold1      | 2× Platin2     | 6× Diamant6   | 1.650.000   | pro-musicabr.org.br         |
| Dänemark (IFPI)                                                                              | —          | 5× Gold5   | 18× Platin18   | —             | 1.045.000   | ifpi.dk                     |
| Deutschland (BVMI)                                                                           | —          | 5× Gold5   | 8× Platin8     | —             | 3.800.000   | musikindustrie.de           |
| Europa (IFPI)                                                                                | —          | —          | 2× Platin2     | —             | (2.000.000) | ifpi.org                    |
| Finnland (IFPI)                                                                              | —          | 2× Gold2   | 5× Platin5     | —             | 270.607     | ifpi.fi                     |
| Frankreich (SNEP)                                                                            | 2× Silber2 | 5× Gold5   | 9× Platin9     | 5× Diamant5   | 4.882.166   | infodisc.fr snepmusique.com |
| Griechenland (IFPI)                                                                          | —          | —          | —              | Diamant1      | 100.000     | Einzelnachweise             |
| Irland (IRMA)                                                                                | —          | —          | Platin1        | —             | 15.000      | irishcharts.ie              |
| Italien (FIMI)                                                                               | —          | 5× Gold5   | 18× Platin18   | —             | 1.165.000   | fimi.it                     |
| Japan (RIAJ)                                                                                 | —          | Gold1      | Platin1        | —             | 300.000     | riaj.or.jp                  |
| Kanada (MC)                                                                                  | —          | 2× Gold2   | 12× Platin12   | 2× Diamant2   | 2.842.000   | musiccanada.com             |
| Mexiko (AMPROFON)                                                                            | —          | 4× Gold4   | 6× Platin6     | 3× Diamant3   | 1.380.000   | amprofon.com.mx             |
| Neuseeland (RMNZ)                                                                            | —          | 3× Gold3   | 29× Platin29   | —             | 845.000     | radioscope.co.nz NZ2        |
| Niederlande (NVPI)                                                                           | —          | 2× Gold2   | —              | —             | 80.000      | nvpi.nl                     |
| Norwegen (IFPI)                                                                              | —          | —          | 6× Platin6     | —             | 180.000     | ifpi.no                     |
| Österreich (IFPI)                                                                            | —          | —          | 3× Platin3     | —             | 60.000      | ifpi.at                     |
| Polen (ZPAV)                                                                                 | —          | Gold1      | 5× Platin5     | Diamant1      | 465.000     | olis.pl                     |
| Portugal (AFP)                                                                               | —          | Gold1      | 13× Platin13   | —             | 135.000     | Einzelnachweise             |
| Schweden (IFPI)                                                                              | —          | —          | 10× Platin10   | —             | 400.000     | sverigetopplistan.se        |
| Schweiz (IFPI)                                                                               | —          | 2× Gold2   | 4× Platin4     | —             | 155.000     | hitparade.ch                |
| Spanien (Promusicae)                                                                         | —          | Gold1      | 12× Platin12   | —             | 680.000     | elportaldemusica.es ES2     |
| Südkorea (KMCA)                                                                              | —          | —          | —              | —             | 15.225      | Einzelnachweise             |
| Vereinigte Staaten (RIAA)                                                                    | —          | 6× Gold6   | 31× Platin31   | 2× Diamant2   | 53.398.398  | riaa.com                    |
| Vereinigtes Königreich (BPI)                                                                 | 6× Silber6 | 3× Gold3   | 26× Platin26   | —             | 15.188.500  | bpi.co.uk                   |
| Insgesamt                                                                                    | 8× Silber8 | 55× Gold55 | 269× Platin269 | 20× Diamant20 |             |                             |